# Tamara Craig Thomas
Tamara Craig Thomas, auch Tamara Marie Watson (* in Whitby, Ontario) ist eine kanadische Schauspielerin. 

## Leben
Watson ist für ihre Fernsehserienrollen Detective Mickey Kollander in Cold Squad (1999–2003) und Angela Perry in Odyssey 5 bekannt. Für ihr Auftreten in der Folge The Box der Serie Cold Squad bekam sie 2001 einen Gemini Award als beste Nebendarstellerin in einer Dramaserie.

## Filmografie (Auswahl)

### Filme
- 1996: Tromeo & Julia (Tromeo & Juliet)
- 1998: Mörderische Freunde (Dead Man's Curve)
- 2000: Good as Gold (Fernsehfilm)
- 2001: After Midnight (Tomorrow by Midnight)
- 2005: Dick und Jane (Fun with Dick and Jane)
- 2006: In den Staub geschrieben (Ask the Dust)

### Fernsehserien
- 1998: Grapevine (1 Folge)
- 1999–2003: Auf kalter Spur (Cold Squad, 59 Folgen)
- 2000: Grapevine (Folge Jamie)
- 2000: Star Trek: Raumschiff Voyager (Star Trek: Voyager, Folge Rettungsanker)
- 2002–2003: Odyssey 5 (19 Folgen)
- 2003: CSI: Miami (Folge Dead Zone)
- 2004: Missing – Verzweifelt gesucht (1-800-Missing, Folge Lost Sister)
- 2004: Hawaii (2 Folgen)
- 2005: Navy CIS (NCIS: Naval Criminal Investigative Service, 1 Folge)
- 2006: Dead Zone (The Dead Zone, 1 Folge)
- 2007: Nip/Tuck – Schönheit hat ihren Preis (Nip/Tuck, 1 Folge)

## Auszeichnungen und Nominierungen
- 2001: Gemini Award als beste Nebendarstellerin in einer Dramaserie für die Folge The Box der Serie Cold Squad[1]
- 2002: Gemini-Award-Nominierung als beste Nebendarstellerin in einer Dramaserie für die Folge The Needle and the Debutant der Serie Cold Squad[1]